# Ruth Sonderegger
Ruth Sonderegger (* 3. Januar 1967 in Bludenz) ist eine österreichische Philosophin und Professorin.

## Akademische Karriere
Nach dem Studium der Philosophie und Literaturwissenschaft in Innsbruck, Konstanz und Berlin wurde sie 1998 an der Freien Universität Berlin promoviert. Von 1993 bis 2001 war sie wissenschaftliche Mitarbeiterin und Assistenzprofessorin am Philosophischen Institut der FU Berlin. Von 2001 bis 2007 war sie Assoziierte Professorin Dozentin am Philosophischen Institut der Universiteit van Amsterdam und übernahm dort 2007 den Lehrstuhl für Metaphysik und ihre Geschichte. 2008 war sie Fellow am Wiener Institut für die Wissenschaften vom Menschen. Seit 2009 ist sie Professorin für Philosophie und ästhetische Theorie an der Akademie der bildenden Künste Wien. 2017 war sie Mercator-Fellow an der Carl von Ossietzky Universität Oldenburg.
Sondereggers Forschungsschwerpunkte sind Ästhetik und Kunsttheorie, Cultural Studies, politische Philosophie, kritische Theorien und Theorien des Widerstands.
Sonderegger ist Mitglied der Society for European Philosophy, der International Association of Women Philosophers und der Deutschen Gesellschaft für Ästhetik. Sonderegger ist Mitglied der Redaktion des begutachteten open access Journals Krisis.

## Ästhetische Position
Mit dem von Friedrich Schlegel entlehnten Begriff des Spiels argumentiert Sonderegger gegen die Inanspruchnahme von Kunst und Ästhetik als Mittel der Wahrheitsfindung in der hermeneutischen Tradition Hans-Georg Gadamers und der dekonstruktivistischen von Jacques Derrida. Stattdessen verteidigt sie den Eigensinn der Kunst und die autonome ästhetische Erfahrung.

## Auszeichnungen
- 1999: Ernst-Reuter-Preis[2] für Für eine Ästhetik des Spiels
- 2009: Vorarlberger Wissenschaftspreis, Würdigungspreis[2]

## Schriften
- Für eine Ästhetik des Spiels. Hermeneutik, Dekonstruktion und der Eigensinn der Kunst, Suhrkamp, Frankfurt am Main 2000, ISBN 3-518-29093-2.
- (Hrsg. mit Andrea Kern): Falsche Gegensätze. Zeitgenössische Positionen zur philosophischen Ästhetik, Suhrkamp, Frankfurt am Main 2002, ISBN 3-518-29176-9.
- (Hrsg. mit Karin de Boer): Conceptions of Critique in Modern and Contemporary Philosophy. Palgrave Macmillan, Houndmills Basingstroke 2011.
- (Hrsg. mit Eva Birkenstock, Max Jorge Hinderer Cruz, Jens Kastner): Kunst und Ideologiekritik nach 1989 = Art and ideology critique after 1989. Verlag der Buchhandlung Walther König, Köln 2013, ISBN 978-3-86335-145-8.
- (Hrsg. mit Jens Kastner): Pierre Bourdieu und Jacques Rancière. Ästhetisches Regime oder ästhetische Disposition? Turia + Kant, Wien 2014.
- (Hrsg. mit Pascal Gielen, Thijs Lijster und Suzana Milevska): Spaces for Criticism. Contemporary Art Discourses, Valiz, Amsterdam 2015.
- mit Gundula Ludwig und Isabell Lorey: Foucaults Gegenwart. Sexualität – Sorge – Revolution, transversal texts, Wien 2016. ISBN 978-3-903046-08-5.
- mit Sofia Bempeza, Christoph Brunner, Katharina Hausladen und Ines Kleesattel: Polyphone Ästhetik. Eine kritische Situierung, transversal texts, Wien 2019. ISBN 978-3-903046-24-5.
- Vom Leben der Kritik. Kritische Praktiken – und die Notwendigkeit ihrer geopolitischen Situierung, Zaglossus, Wien 2019. ISBN 978-3-902902-62-7.